# リュドミラ・アンドノワ
リュドミラ・アンドノワ（ブルガリア語: Людмила Грудeва Андонова、1960年5月6日 ‐ ）は、ブルガリアの元陸上競技選手である。
走高跳を専門とするアンドノワは、1984年に、タマラ・ブイコワ（ソ連）が保持していた当時の世界記録2.05mを更新する2.07mを記録した。しかし、同年のロサンゼルスオリンピックには、東側諸国のボイコットにより参加できなかった。以降、同郷のステフカ・コスタディノヴァらが台頭する中、結果的にアンドノワはオリンピック、世界選手権でメダルを獲得できなかった。

## 主な成績
| 年   | 大会         | 場所                 | 種目   | 結果 | 記録  |
| ---- | ------------ | -------------------- | ------ | ---- | ----- |
| 1987 | 世界選手権   | ローマ(イタリア)     | 走高跳 | 12位 | 1.85m |
| 1988 | オリンピック | ソウル(韓国)         | 走高跳 | 5位  | 1.93m |
| 1992 | オリンピック | バルセロナ(スペイン) | 走高跳 | 25位 | 1.88m |

## 記録
- 走高跳 － 2.07m (1984年7月20日、世界歴代3位)